# 香港のスポーツ

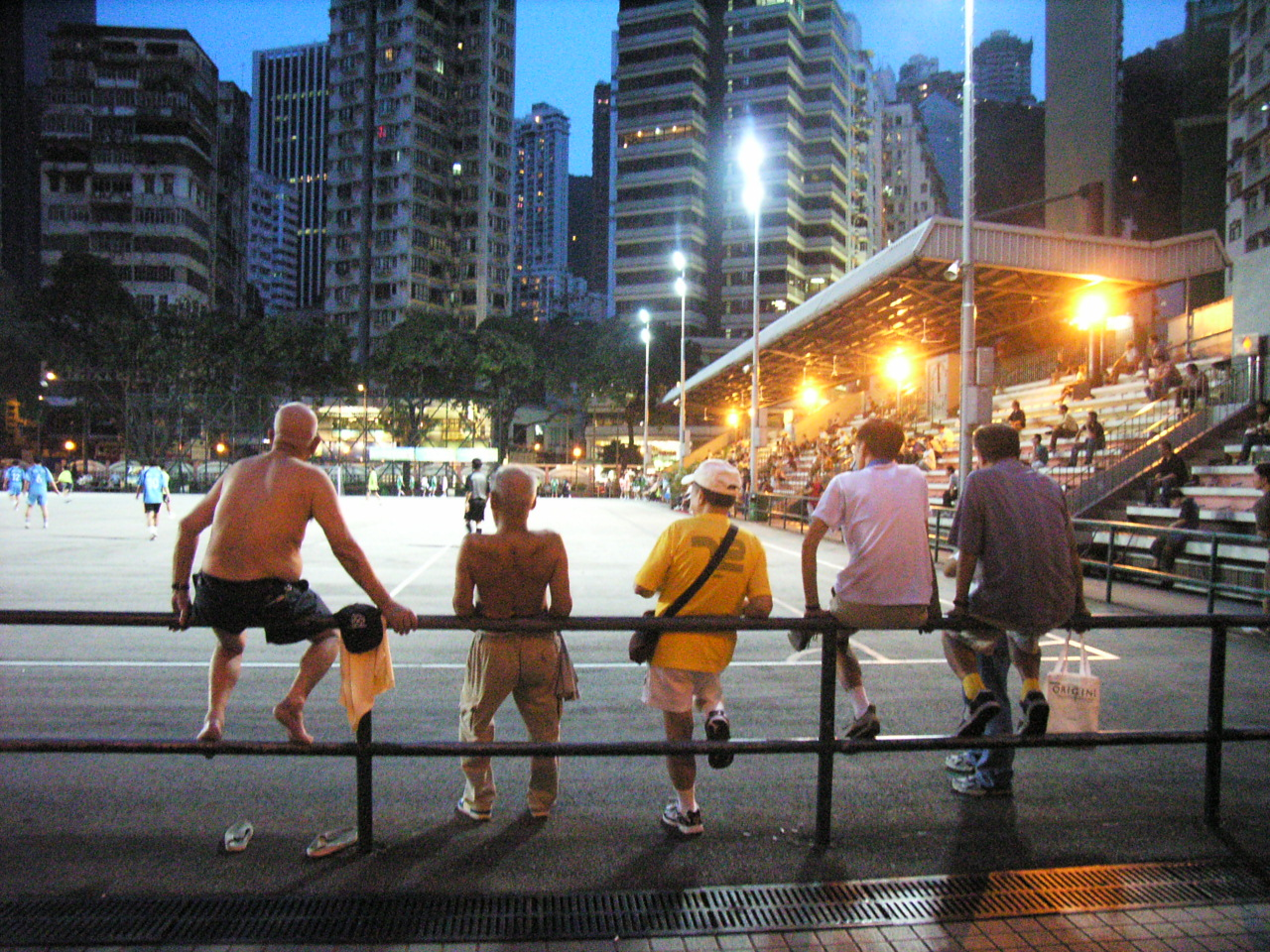
湾仔の夜のサッカーの試合

香港のスポーツ（ほんこんのスポーツ）では、香港におけるスポーツについて記述する。

## 特徴
香港においては、ジョギング、水泳、バドミントン、バスケットボール、フィットネス、サッカーが参加者が多いスポーツである。バドミントン（27.5％）、水泳（24％）、サッカー（18.4％）、バスケットボール（9.8％）、テニス（3.8％）が最も人気のあるスポーツである。
2009年、香港は東アジア競技大会の開催に成功し、この地域でこれまでに開催された最大のスポーツイベントとなった。その他の主要な国際スポーツイベントには2008年夏季オリンピックの馬術、香港オープンゴルフチャンピオンシップ、香港セブン、香港マラソン、AFCアジアカップ、 EAFF東アジアカップ、香港バドミントンオープン、香港テニスクラシック、プレミアリーグ・アジアトロフィー、ルナー・ニューイヤー・カップなどが挙げられる。
香港のアスリートは世界ランキングで向上した。 2010年の時点で、7つのスポーツ32人が世界トップ20に入っており、6つのスポーツ29人がアジアでトップ10に入っている。香港は2009年、4つの世界選手権と2つのアジア選手権で優勝し、障害者アスリートがパフォーマンスを行った。

## 歴史
香港大會堂は、1832年から広東で運営された後、1849年に「ビクトリアレクリエーションクラブ」の元の場所があった場所にある。香港の歴史の中で設立された最初のスポーツクラブである。 最初に参加したスポーツは、ボートなどのウォータースポーツだった。
香港オープンゴルフトーナメントは、香港で最も古いプロスポーツイベントである。
香港の主なスポーツは、主に19世紀後半から英国の影響により、サッカーだった。最初に記録されたチームは、1904年の「中国サッカーチーム」から来た。このチームは、モクヒンによって設立された「南華足球隊」と呼ばれるクラブとして始まった。1913/1914年に香港サッカー協会リーグに参加した最初のチームだった。当時、1908年の香港甲組足球聯賽の導入もまた別のマイルストーンだった。 1917年の極東選手権競技大会と1919年の極東選手権競技大会では、クラブは中華民国を代表し、サッカー競技で優勝した。この偉業を成し遂げたのは、香港のスポーツ史上唯一のチームである 。1920年から1922年頃に、南華足球隊の現在の名前を正式に採用し、他のスポーツも多角的に展開するようになった。
ジョン・ジェームズ・カウパースウェイト財務長官は、1956年にオーストラリアのメルボルンで開催される夏季オリンピックに香港が参加するのを支援した最初の政府関係者の1人であり、寄付額は10,000香港ドルと見積もられている。
ビクトリアパークは、ピックアップゲームのためのフリーレンジのオープンスペースの1つだった。香港スタジアムが建設されるまで、観戦スポーツの場はなかった。1960年代までに、多くのクラブが主に社会的な理由で浮上した。それ以来、香港のスポーツは「クラブライフ」と呼ばれている。歴史を徹底的に記録しているクラブもあるが、過去とともに姿を消したクラブもある。
| - 香港クリケットクラブ - クレイゲンゴワークリケットクラブ - 九龍木球会 - 九龍草地淑女クラブ | - 印度遊楽会 - 中華遊楽会 - フィリピン人クラブ - 南華足球隊 | - ユナイテッドサービスレクリエーションクラブ - 香港フットボールクラブ - 西洋波会 - クラブルシターノ |

2022年時点で旧啓徳空港の敷地内に大規模なスポーツパークが建設されている。完成すると、啓徳体育園は香港最大のスポーツ会場となり、50,000席のメインスタジアム、屋内スポーツセンター、公共スポーツグラウンド、複数のオープンスペースが含まれる。

## 香港返還
第二次世界大戦後、香港のアマチュアスポーツ連盟＆オリンピック委員会（ASF＆OC）が設立された。委員会は、競技時に香港を代表するアスレチックリーダーを選出した。最終的に、委員会は全国オリンピック委員会として知られるようになった。1997年に香港が返還された後、香港は「中国香港」という名前でバウヒニアの旗を掲げて国際的に競争してきた。中華人民共和国とは別のエントリーとして扱われる。

## 参加者スポーツ

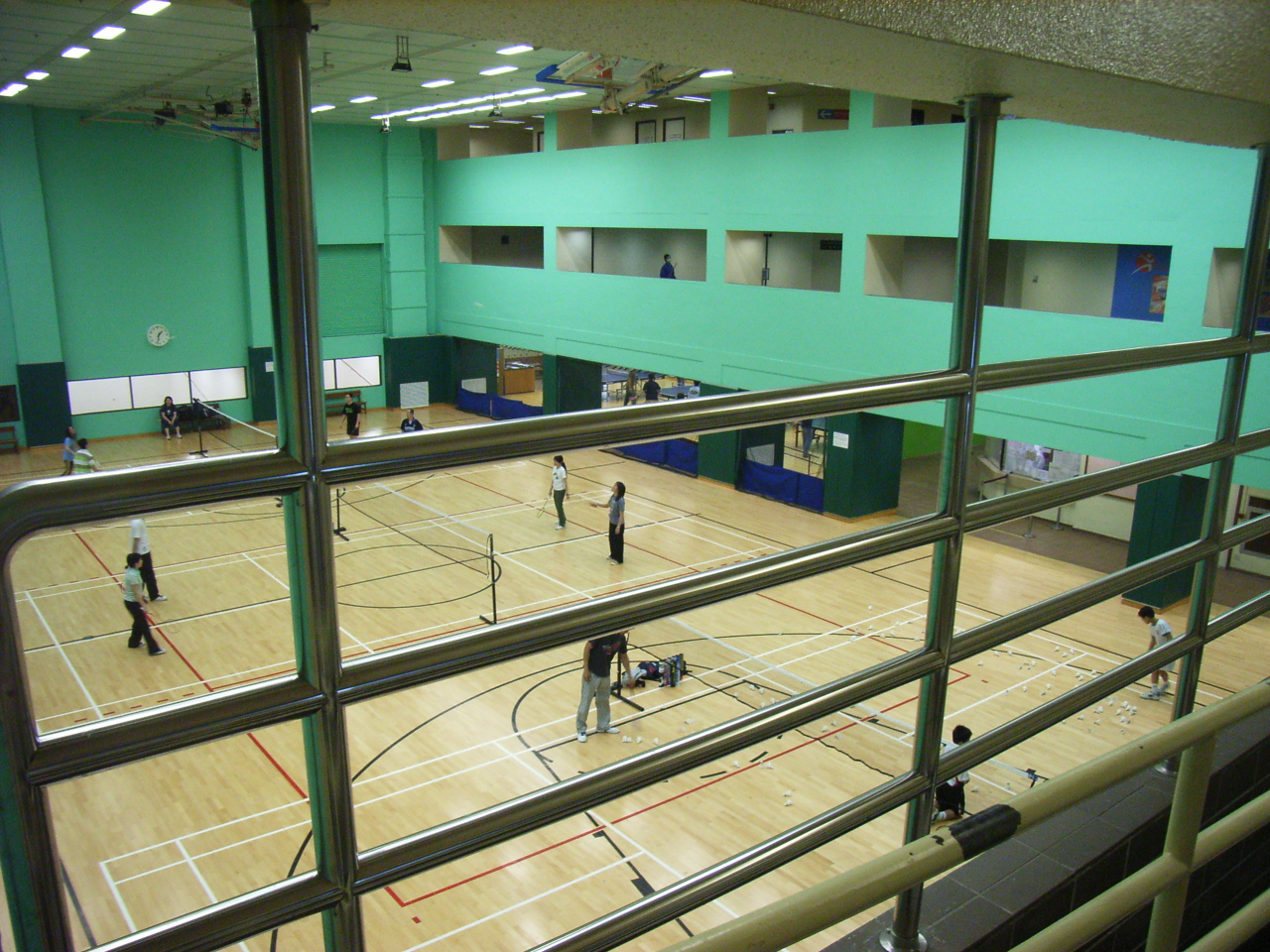
クイーンエリザベススタジアム地下施設

香港ではさまざまなスポーツが利用できますが、そのほとんどに独自の協会があり、 YWCAやYMCAなどの団体による提供に加えて多くのクラブやグループがある。また、香港の人々が、十分に広く宣伝されていないスポーツを見つけられるように努力する地元の組織もある。香港政府は、北京オリンピック前のスポーツイベントへの積極的なアプローチでも知られている。
香港には、居住者が参加できるスポーツがたくさんある。以下のようなスポーツに参加できる。
| - 野球 - サイクリング - 卓球 - バドミントン - クリケット | - ボウリング - テニス - フェンシング - フットボール - バスケットボール | - ウィンドサーフィン - 一輪車 - 撮影 - ラグビー - ロック・クライミング | - ランニング - 水泳 - バレーボール - アイススケート - 柔道 | - 空手 - ムエタイ - ボクシング - フィールドホッケー - 押しつぶす | - テコンドー - ラクロス - ハンドボール - 詠春拳 |

## 観戦スポーツ

### バドミントン
バドミントンは香港で最も人気のあるスポーツの1つである。
現在の注目すべきプロには、混合ダブルスで世界ランク2位に到達した謝影雪/鄧俊文や、男子シングルスで世界ランク6位の伍家朗などがいる。

### バスケットボール
バスケットボールは香港で最も人気のあるスポーツの1つである。
香港のナショナルバスケットボールチームは、定期的にFIBAアジアカップの出場権を獲得している。クラブ大会では、そのチームのリーガルが1997年のABCチャンピオンズカップで優勝した。
香港は1983年にバスケットボール男子アジア選手権を主催した。

### クリケット
香港のクリケットは少なくとも1841年からプレーされている。ほとんどのクリケット国のように、それは大英帝国の一部だった。全国クリケットチームは1866年から活動しており、香港クリケット協会は1969年に国際クリケット評議会（ICC）の準会員になった。香港は、香港クリケットシックスを主催した。これは、2012年まで毎年6回のオーバーコンペティションに参加する6人のプレーヤーのチームをフィーチャーしたICC公認イベントである。香港クリケットチームは2014ICCWorld Twenty20に出場し、開催国のバングラデシュを破って大きな波乱を起こした。

### ドラゴンボートレース
ドラゴンボートレースは、香港で最も人気のあるスポーツの1つである。ドラゴンボートレースの伝統的な中国のスポーツは、もともと香港のドゥアンウーの祭りの一環として開催された。現在、世界中でレースが開催され、国際的に普及している。香港ドラゴンボート協会は、ドラゴンボートレースの国際的および地域的統治機関である国際ドラゴンボート連盟とアジアドラゴンボート連盟の創設メンバーだった。最も古い国際フェスティバルレースは、香港で毎年開催されるレースである。HKIRは1976年から開催されており、ドラゴンボート競技の近代化の始まりとして認知されている。

### サッカー
香港におけるサッカーの歴史は非常に古く、1908年にアジア最古のプロサッカーリーグである香港甲組足球聯賽が創設された。南華足球隊が通算41度のリーグ優勝を飾っている。さらに2010年には香港政府により「鳳凰計画」が発布され「プレミアリーグ構想」が本格化し、2014年にはリーグ改編により香港プレミアリーグがスタートした。初代優勝チームは傑志となり、以後2018年にはディエゴ・フォルランを獲得したり、AFCチャンピオンズリーグに初めて参加するなど新リーグを代表するクラブとして飛躍している。
香港サッカー協会（HKFA）によって構成されるサッカー香港代表は、これまでFIFAワールドカップには未出場である。AFCアジアカップには4度出場しており、1956年大会では3位に輝いている。さらにEAFF E-1サッカー選手権では、固定参加の日本・韓国・中国以外の国では最多となる4度の出場歴があり、大会の常連国となっている。

### フォーミュラE
香港ePrixは、香港の香港中央ハーバーフロントサーキットで開催される、シングルシーターの電動フォーミュラEチャンピオンシップの毎年恒例のレースである。2016〜17シーズンに最初にレースが行われた。

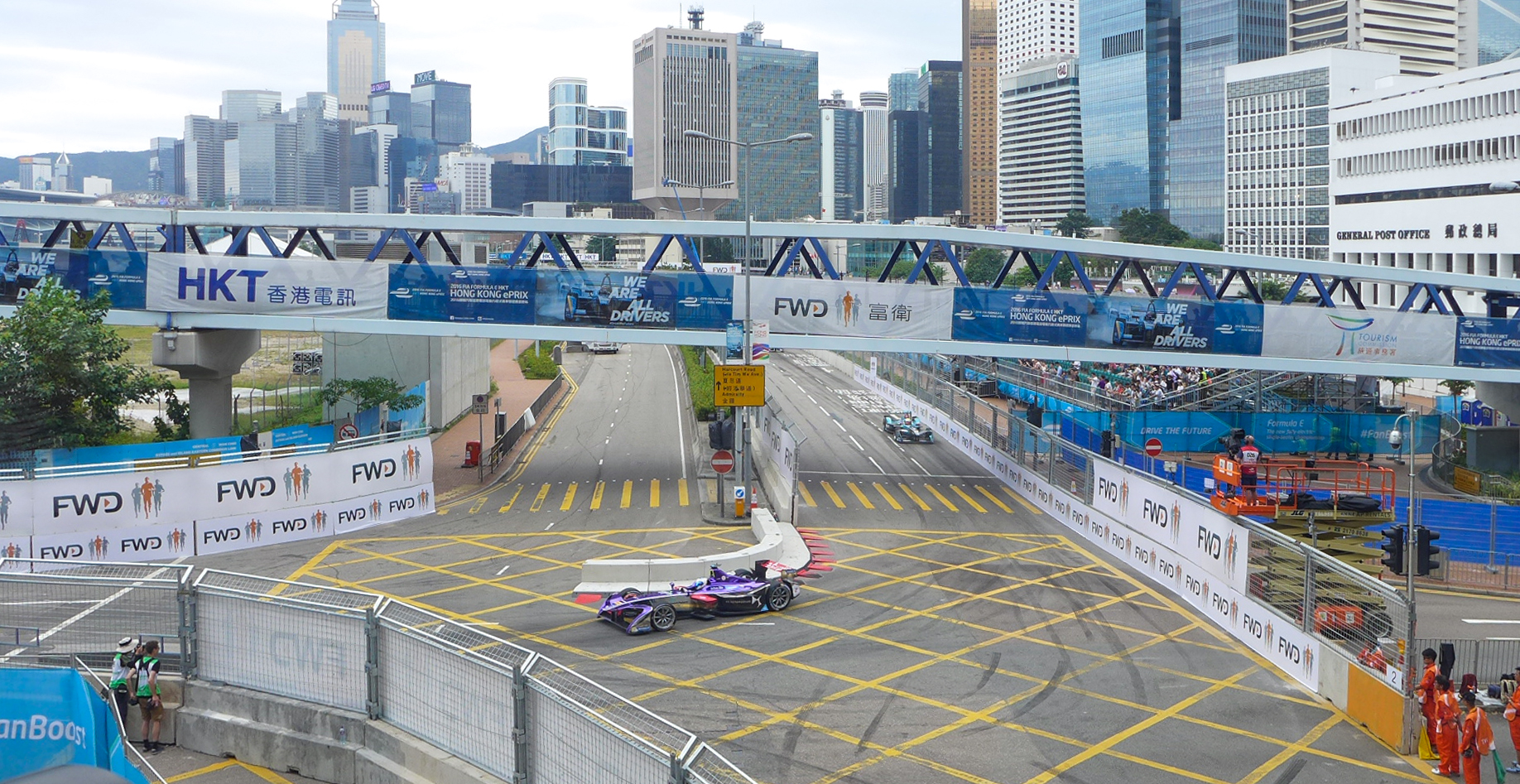
レースが開催される香港中環海浜サーキット（2016年の写真）。

### ゴルフ
ゴルフは、1879年に香港ゴルフクラブが設立されて以来、香港でプレーされてきた。1959年以来、毎年香港オープンを開催している同クラブは、チャンピオンシップクラスの3つのコースがあるファンリングと、香港島南部にある9ホールの短いコース、ディープウォーターベイの2つのサイトを持っている。香港ゴルフクラブはアジアでも有数のゴルフクラブと見なされており、プライベートメンバーズクラブであるにもかかわらず、月曜日から金曜日まで訪問者に開放されている。

### 競馬

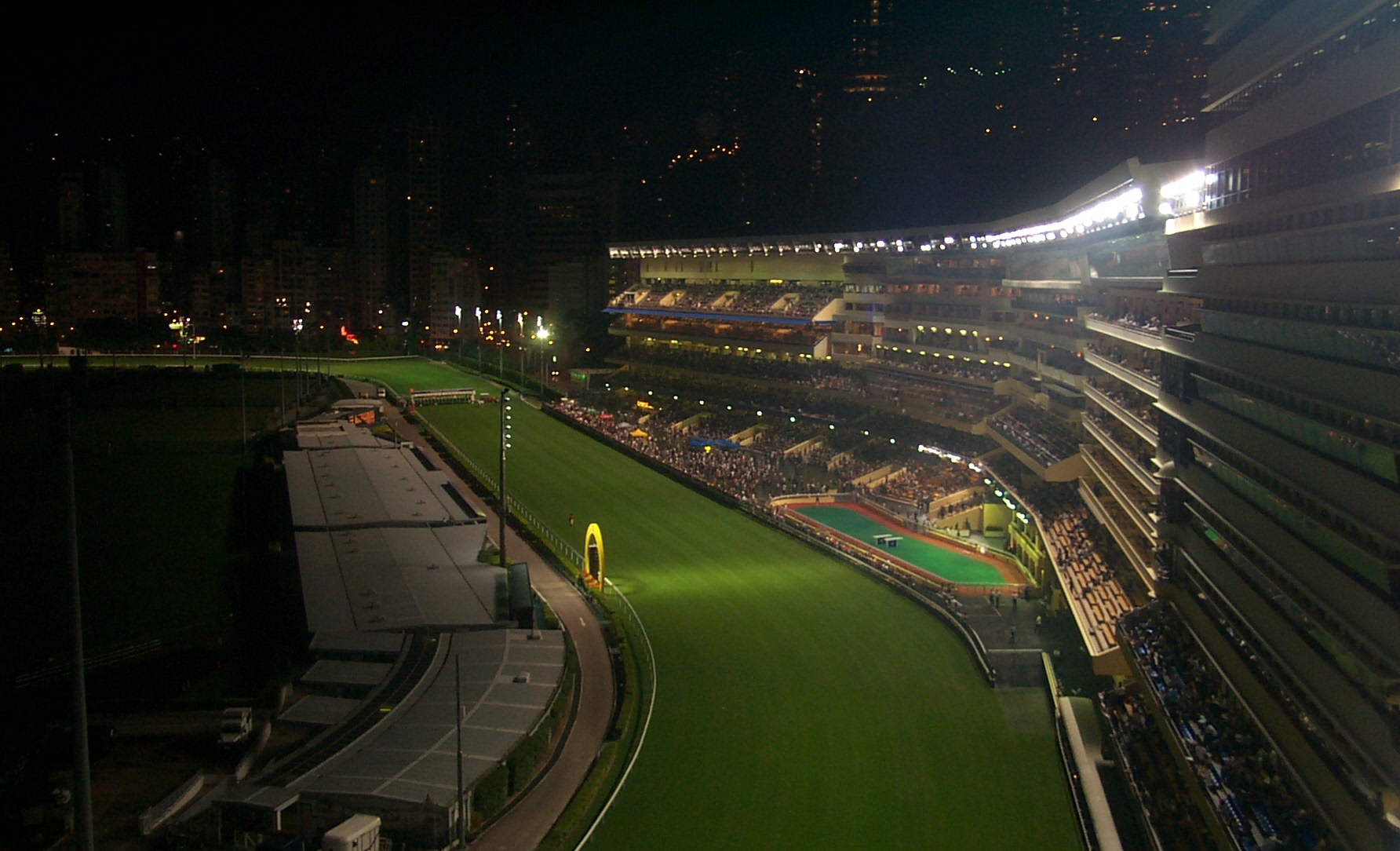
夜のハッピーバレー競馬場

競馬は香港で群を抜いて最も人気のある観戦スポーツであり、世界最大の競馬ギャンブルの売上高を生み出している。この英国の伝統は、香港で最も重要な娯楽およびギャンブル機関の1つとしてその痕跡を残した。1884年にロイヤル香港ジョッキークラブとして設立された非営利団体は、ハッピーバレーと沙田の2つの競馬場で毎シーズン700近くのレースを行っている。このスポーツは毎年、香港の税収の11％以上を占めている。場外馬券は海外のブックメーカーから入手できる。2009年、競馬への賭けは、1レースあたり平均1270万ドルのギャンブルの売り上げを生み出した。これは、最も近いライバルであるフランスの200万ドルの6倍であり、米国は25万ドルしか生み出していない。競馬への賭けを投資と考える人もいる。

### ラクロス
香港の男子ナショナルラクロスチームは、アジアのトップチームの1つである。ワールドラクロス選手権に5回連続で出場した。
香港は、 19歳未満の世界ラクロス選手権に代表チームを派遣した。
2021年10月、香港の女子ラクロスチームは、クロアチアのスプリトで開催されたブロンズのダルマチアカップで優勝した。女子ラクロス・ワールドカップの準備として、チームキャプテンのダフネ・リーがトーナメントMVP賞を受賞したため、香港はチェコ共和国を8対4で下しました。ヘッドコーチはジェニファー・マロスだった。

### ラグビーユニオン
ラグビーは、イギリスの植民地であったこともあって、長い間確立されてきた。中華人民共和国とは対照的に、100年以上前から存在し続けており、7人制ラグビーで最も注目されている。
香港ラグビーフットボール協会は1953年に設立された。

## 組織

### 香港ゲーム
香港ゲームは、2007年に最初に開催された地域の総合スポーツイベントである。香港の18の地区が参加する。

### 香港マラソン
香港マラソンは毎年2月に開催され、3万人もの参加者がいる。

## 国際的なスポーツイベント
香港は、さまざまな国際スポーツイベントで中国（中華人民共和国）とは別に競争している。香港はまた、1997年以前の英国統治の間にも独自のチームを持っていた。

### アジア競技大会
香港は1954年の大会以来アジア競技大会に参加し続けている。最近の参加は2018年アジア競技大会だった。政府の支援を受けて、香港のスポーツ連盟とオリンピック委員会は、 2006年アジア競技大会の開催に立候補したが、ドーハに敗れた。

### 東アジア競技大会
香港は1993年以来、すべての東アジア競技大会に参加しており、東アジア競技大会協会（EAGA）のメンバーである。2009年東アジア競技大会では開催国となった。

### コモンウェルスゲームズ
香港は、1934年から1994年まで、英国の植民地として（ 1986年のゲーム以降の属領として）コモンウェルスゲームズに出場していた。何年にもわたって、香港はローンボウルズを含む多くのメダルを獲得した。

### 夏季オリンピック
香港は、フィンランドのヘルシンキで開催された1952年のオリンピック以来、すべての夏季オリンピックに参加しています。最初のメダルは、 1996年に米国のアトランタで開催された大会で獲得した。李麗珊がセーリングでの女子ミストラル級で金メダルを獲得した。偶然にも、それはイギリスの領土として香港が獲得した最後のメダルでもあった。
香港は2000年のシドニーオリンピックに初めて新しい名前と新しい地域旗で参加した。2004年のアテネオリンピックでは、卓球の男子ダブルスで高礼澤・李静ペアが銀メダルを獲得し、オリンピックで香港として2回目のメダル獲得となった。2012年のロンドンオリンピックでは、李慧詩の銅メダルが自転車競技で香港初のメダルであり、全体で3番目のメダル獲得となる。東京オリンピックでは、フェンシングの張家朗が金メダルを獲得し、香港返還後では初のオリンピック金メダルとなった。同じオリンピックで、何詩蓓が競泳で2つの銀メダルを獲得した。女子卓球チームと空手の劉慕裳、自転車競技の李慧詩がそれぞれ銅メダルを獲得した。
2008年夏季オリンピックの馬術競技が香港で開催された。この大会は、中華人民共和国と香港の2つの国内オリンピック委員会が主催する2回目の大会となった。沙田のフォータンにある香港體育學院がイベントの会場だった。

### 冬季オリンピック
香港は、米国のソルトレイクシティで開催された2002年の大会に最初の冬季オリンピックに参加した。香港は冬季オリンピックでメダルを獲得していない。

### パラリンピック
香港が最初に登場したのは1972年の夏季パラリンピックで、 10人の男性アスリートが参加した。冬季パラリンピックに参加したことはない。

### 香港セブンズ
香港セブンズは1976年に開始され、1997年と2005年を除いて毎年3月に開催されている。これは、ワールドラグビーセブンズシリーズのプレミアトーナメントと見なされている。香港ラグビーフットボール協会が主催するこのトーナメントは、毎年3月の最後の週末に2日半のイベントとして開催され、22カ国が参加している。

### 世界馬術選手権
香港は、2014年にフランスのノルマンディーで開催された最初の世界馬術競技大会（WEG）に、持久力、障害飛越競技、および馬場馬術で参加した。

### ゲイゲーム
香港は、2017年10月30日にパリのオテルドヴィルで開催された催しで、第11回ゲイゲームの開催都市として発表された。香港は最初の投票で、明らかに過半数の票を獲得した。ゲイゲームがアジアで開催されるのは初めて。
2022年に第11回ゲイゲームを主催するための入札に関心のある都市の「ロングリスト」は、2016年4月に発表された。前例のない17の都市が入札に興味を持っていた。 2016年6月30日、ゲイゲーム連盟は、11の都市が正式に入札する意向書を提出したと発表した。 アナハイム、アトランタ、デモイン、マディソン、ミネアポリス、サンアントニオは、入札するオプションを追求しないことを決定した。 2016年7月31日、9つの都市が2回目の登録料を提出し、入札プロセスを継続しました。ケープタウンとテルアビブがこの段階で脱落し、2026年のゲイゲームに入札する意向を表明した。 2016年11月30日、ロサンゼルスがこの段階で脱落し、8つの候補都市から入札書が提出された。